# Убийство Ваповского во время коронации Генриха Валуа
«Убийство Ваповского во время коронации Генриха Валуа» (пол. Zabicie Wapowskiego w czasie koronacji Henryka Walezego) — картина польского художника Яна Матейко на исторический сюжет, созданная в 1861 году.

## Описание и судьба картины
Матейко изобразил реальное событие, произошедшее в 1574 году в Вавельском замке в Кракове. Во время рыцарского турнира, устроенного по случаю коронации Генриха Валуа, аристократ Самуил Зборовский во время ссоры ударил чеканом каштеляна пшемыльского Анджея Ваповского, и тот вскоре умер. На картине показан тот момент, когда смертельно раненого Ваповского принесли в королевские покои. На переднем плане видна группа с раненым (или уже мёртвым) Ваповским, в центре стоит Ян Раджиньский, указывающий правой рукой на тело и требующий от короля справедливости, а справа Зборовский с чеканом в руке. У Генриха явно смущённый вид: он понимает, что его власть слишком слаба, чтобы покарать представителя магнатского рода
В 1862 году картину купил президент Общества друзей изящных искусств князь Владислав Иероним Сангушко за 800 флоринов. Полотно выставлялось в 1883 году в Вавельском замке, на юбилейной выставке произведений Матейко, в 1894 году во Львове в павильоне Яна Матейко во время Всемирной Национальной выставки. После этого «Убийство Ваповского» долго считалось пропавшим без вести. Только в начале XXI века его нашли в частной коллекции в Южной Америке. В январе 2012 года картину снова выставляли в Вавелье, в феврале — марте того же года в Силезском музее в Катовице. В июне 2017 года она была продана на аукционе за 3,2 млн злотых.